# Zonder titel (Irina Schrijer)
Aan de Ben Websterstraat in Slotervaart, Amsterdam staat een titelloos abstract kunstwerk. In de volksmond heet het ook wel Plateau met lijst.
Het door kunstenares Irini Schrijer ontworpen kunstwerk bestaat uit een stenen plateau met daaraan gekoppeld een roestvaststalen lijst. Het stenen plateau ligt niet geheel horizontaal in de straatbetegeling. Het heeft een vierkante vorm en kent een patroon dat sterk doet denken het huidpatroon van de giraf. De grootte van de vlekken neemt diagonaal af. Daarop staat verticaal een stalen lijst die geen enkele materie vasthoudt anders dan lucht. De lijst lijkt daarbij zodanig gekanteld te zijn, dat als ze rond het scharnierpunt platgelegd zou worden, de stenen plaat omlijst. Het geeft een denkbeeldige poort weer tussen plein en plantsoen, aldus Rijksakademie op de kaart. 
Het beeld staat in een wijk waar alles naar jazz is vernoemd. Ook de nabijgelegen Bessie Smithbrug is naar een jazzmusicus genoemd. In tegenstelling tot het kunstwerk heeft de brug ronde vormen.

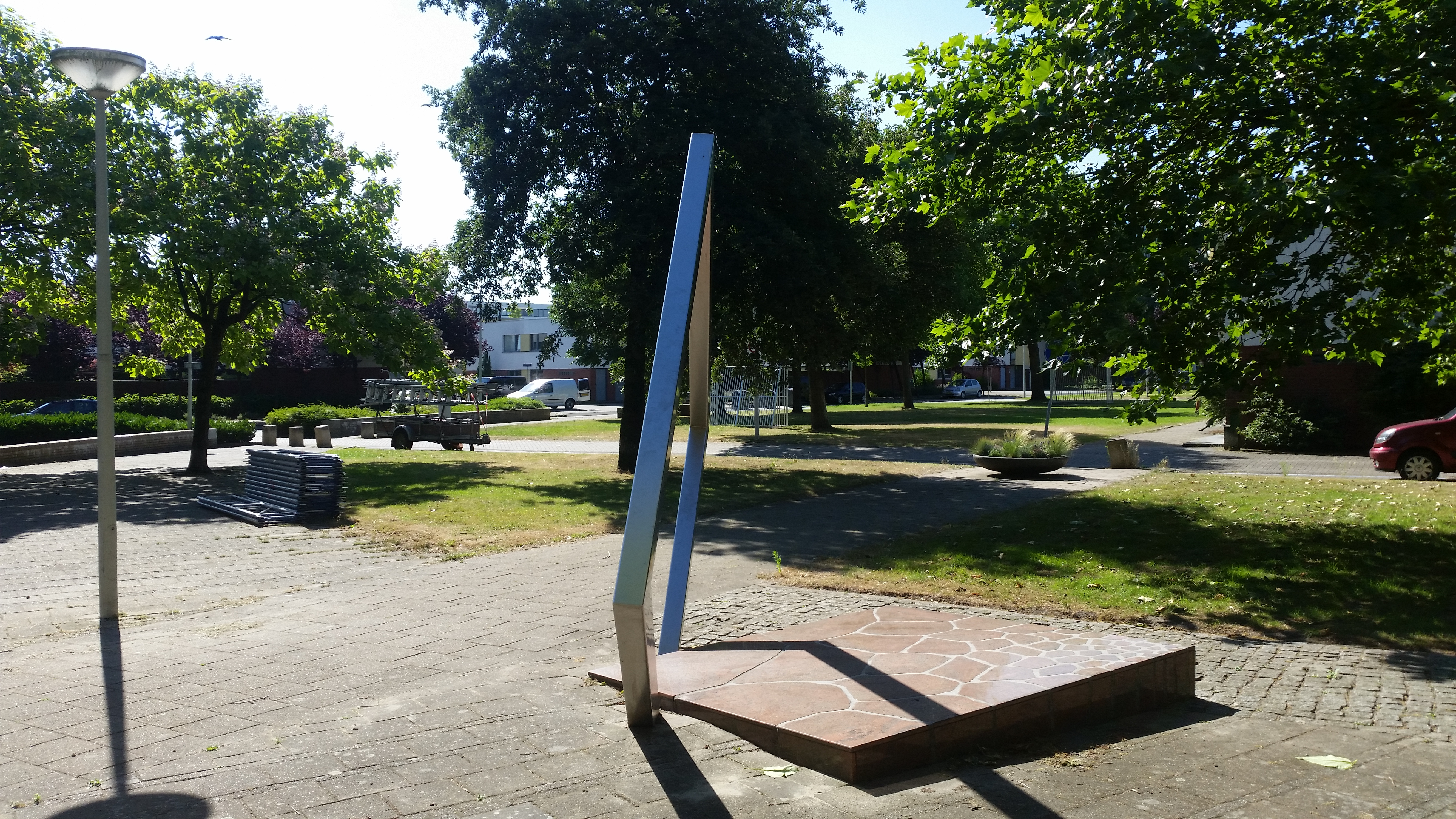
Zijaanzicht (juni 2018)